# Koos de la Rey
Jacobus Herculaas de la Rey, noto come Koos de la Rey, (Doornfontein, 22 ottobre 1847 – Langlaagte, 15 settembre 1914), è stato un generale e politico sudafricano.
Fu considerato uno dei maggiori leader militari della seconda guerra boera e figura di spicco per l'indipendenza boera.

## Vita
Koos de la Rey nacque a Doornfontein, nel distretto di Winburg il 22 ottobre 1847, sesto figlio nato dal matrimonio tra Adrianus Johannes de la Rey e Adriana Van Rooyen. Dopo la battaglia di Boomplaats, gli inglesi confiscarono la loro fattoria, così la famiglia si trasferì a Lichtenburg, nel Transvaal occidentale, e dopo la scoperta dei diamanti andò a lavorare a Kimberley. Si sposò con Elisabetta Jacoba Greeff, da cui ebbe dieci figli, e si stabilì presso la fattoria Elandsfontein.

## Campagne militari
Combatté nel 1865 nella guerra contro i basotho e successivamente nel 1876 contro il re Sekhukhune. Non ebbe un ruolo attivo nella prima guerra anglo boera (1881), ma prese parte all'assedio di Potchefstroom con le truppe del generale Piet Cronje e, quando questi si ammalò, ne prese il posto.
De la Rey fu eletto comandante del distretto di Lichtenburg e divenne un membro del Volksraad nel 1883. Fu un sostenitore del gruppo progressista del generale Piet Joubert ed un avversario politico di Paul Kruger, di cui disapprovò la politica riguardante gli Uitlanders, gli emigranti stranieri che accorrevano per lavorare presso le miniere d'oro scoperte nel Transvaal. De la Rey fu contrario all'apertura di un conflitto armato contro gli inglesi, tuttavia contribuì alla cattura dei razziatori della banda Jameson.
Quando scoppiò la seconda guerra anglo-boera, De la Rey ritenne che fosse prematura, infondata e inutile. Dopo queste affermazioni, Paul Kruger, molto arrabbiato, lo denunciò per codardia, ricevendo come risposta da De la Rey che questa guerra aveva il solo scopo di confrontare la forza militare tra l'Impero britannico e la Repubblica boera.

## Seconda guerra boera
Nonostante le sue perplessità sulla guerra, quando questa fu dichiarata si unì ai suoi compagni e fu nominato generale da campo nelle truppe del generale Cronje. De la Rey diventò famoso dopo aver riportato una serie di vittorie, in modo particolare durante la battaglia di Kraaipan.
Il suo rapporto con Piet Cronje fu difficile sin dall'inizio. Anche se intelligente, Cronje era una persona dogmatica, priva di fantasia e aveva la tendenza a procrastinare le cose, perciò i due si trovarono immediatamente in disaccordo sulle strategie militari da adottare. Cronje inviò il generale De la Rey ad unirsi alle forze assedianti a Kimberley per scongiurare l'avanzata dell'esercito di Lord Methuen.

### Battaglie durante la seconda guerra boera
Le principali battaglie combattute dal generale De la Rey furono:
- La battaglia di Kraaipan il 12 ottobre 1899
- La battaglia di Graspan il 25 novembre 1899
- La battaglia di Modder River il 28 novembre 1899
- La battaglia di Magersfontein il 11 dicembre 1899

### Sconfitta boera
Dopo la sconfitta alla battaglia di Paardeberg avvenuta il 27 febbraio 1900 caddero in mano agli inglesi le città di Bloemfontein, il 13 marzo e Pretoria il 5 giugno dello stesso anno. Verso la fine del mese di ottobre i comandanti boeri si riunirono presso una fattoria di nome Cypherfontein per discutere della terza fase della guerra. Dopo la caduta di Pretoria molti boeri delusi dall'andamento della guerra ritornarono alle loro fattorie e fu molto difficile convincerli a riprendere le armi. Nonostante ciò il generale De la Rey riuscì a mettere insieme un gruppo di uomini ottimamente addestrati nella guerriglia. La tattica che utilizzò durante le azioni di guerriglia gli valse il soprannome di "Leone dell'ovest". A Tweebosch il 7 marzo 1902 il generale Lord Methuen tentò di catturare il generale De la Rey, ma fu a sua volta catturato insieme ai suoi uomini, dopo la battaglia.

### Cavalleria
Dopo aver catturato 600 soldati inglesi e il loro comandante, il generale Lord Methuen, De la Rey si rese conto che non era in grado di dare loro il necessario sostentamento, quindi decise di liberarli. Liberò anche Lord Methuen, in quanto gravemente ferito e avente bisogno di cure che solo i medici inglesi potevano fornire per evitargli la morte.

## Pace
La tattica adottata prima dal generale Roberts e successivamente dal generale Kitchener fu quella della "terra bruciata". Questa tattica consistette nel distruggere tutto ciò che potesse servire al sostentamento dei guerriglieri boeri e ai propri familiari. Vennero distrutte coltivazioni, fattorie e avvelenati i pozzi per l'approvvigionamento d'acqua. Intere famiglie boere e simpatizzanti furono internati, dagli inglesi, in campi di prigionia. Il tasso di mortalità, soprattutto tra le donne e bambini fu altissimo. Almeno il 50% dei bambini internati sotto i 16 anni morì durante la prigionia. Questa tattica indusse i generali boeri a rinunciare alla guerra.
L'11 marzo 1902 il generale De la Rey fu chiamato a Klerksdorp per un preliminare incontro di pace e poi si unì agli altri leader boeri in una conferenza con Kitchener a Pretoria. Durante questo incontro si instaurò tra Kitchener e De la Rey un rapporto di amicizia. Terminati questi colloqui, De la Rey si recò nel Transvaal per informare i suoi uomini che gli inglesi chiedevano la resa incondizionata. Il 15 maggio a Vereeniging incontrò i rappresentanti di tutti i gruppi di combattenti per discutere le condizioni della resa senza ottenere nessun risultato.
Ai generali Botha, De Wet, Smuts e Hertzog fu dato il compito di riprendere i colloqui di pace con Kitchener e Alfred Milner. I negoziati iniziarono il 19 maggio e il 29 maggio i rappresentanti boeri incontrarono i loro uomini a Vereeniging. Dopo moltissime discussioni il 31 maggio 1902 fu firmato il trattato di pace.

## Carriera politica
Terminata la guerra, Botha, De Wet e De la Rey si recarono in Europa per raccogliere fondi per le vedove e i bambini poveri. Nel 1903 si recò in India per convincere alcuni irriducibili compagni, ancora rinchiusi nei campi di prigionia, a giurare fedeltà alla corona britannica. Terminato questo viaggio, anche se sostenitore di Botha, si ritirò dalla scena pubblica per ritornare a Elandsfontein, la sua fattoria devastata dalla guerra.
Nel 1907 fu eletto al parlamento del Transvaal e fu uno dei delegati alla convenzione nazionale che portò alla nascita dell'Unione Sudafricana. Nel 1912 i due amici De la Rey e De Wet furono eletti senatori, pur sostenendo due correnti politiche diverse. De Wet faceva parte della corrente di Hertzog, mentre De la Rey faceva parte della corrente di Botha. De la Rey inutilmente si prodigò per risanare la rottura tra Hertzog e Botha. De la Rey nel 1914 fu a capo delle forze governative che repressero lo sciopero dei minatori nel Witwatersrand.

## Opposizione alla prima guerra mondiale
Lo scoppio della prima guerra mondiale causò la rottura politica tra Botha e De la Rey. Botha voleva sostenere gli inglesi nel conflitto, mentre De la Rey voleva instaurare una nuova Repubblica boera. Il 2 agosto 1914 molti boeri si riunirono presso la casa del veggente Siener van Rensburg. Questi, durante le sue visioni, predisse le distruzioni causate dalla guerra e la fine dell'Impero britannico. Vide inoltre De la Rey a capo scoperto in una carrozza ornata di fiori mentre una nuvola nera, da cui si poteva scorgere il numero 15, piovevano gocce di sangue. I boeri interpretarono questa visione come il trionfo del loro generale, mentre Van Rensburg lo interpretò come un presagio di morte.
I Boeri si riunirono presso Treurfontein in attesa che il generale li chiamasse, per il giorno 15, ad una nuova rivolta contro gli inglesi. Il giorno 12 Smuts e Botha a Pretoria riuscirono a persuadere De la Rey a non incitare i boeri ad una nuova rivolta. Il 9 settembre a Città del Capo il parlamento votò a favore del sostegno all'Inghilterra durante la prima guerra mondiale e dopo due giorni decise l'invasione dell'Africa del Sudovest (l'attuale Namibia). Molti boeri si opposero alla guerra in quanto di origine tedesca e in considerazione del fatto che la Germania aveva sempre appoggiato le lotte boere. In parlamento De la Rey disse che sarebbe entrato in guerra esclusivamente se l'Unione fosse stata attaccata.

## Morte
Il 15 settembre 1914 il generale Beyers, in disaccordo con la politica del suo governo, rassegnò le dimissioni e mandò, con la sua Dailmer grigia, a prendere De la Rey a Pretoria per portarlo a Johannesburg per dei colloqui. La sera entrambi partirono per recarsi al campo militare di Potchefstroom ad incontrare il generale Kemp anch'esso dimessosi. Scelsero un tragitto secondario per uscire da Johannesburg ed incontrarono molti posti di blocco della polizia che era alla ricerca della banda Foster, che quella mattina aveva ucciso un poliziotto ed era fuggita con un'auto simile alla loro. La polizia aveva ricevuto l'ordine di fermare tutte le auto e se necessario sparare. A Langlaagte l'auto dei due non si fermò ad un posto di blocco e la polizia inizio a sparare. Un proiettile di rimbalzo colpì al cuore De la Rey le cui ultime parole, prima di morire tra le braccia del generale Beyers furono «Dit is raak!» (Sono stato colpito!).
Al campo militare di Potchefstroom, mentre il generale Kemp e gli altri ufficiali stavano aspettando l'arrivo del generale Beyers che avrebbe dato inizio alla rivolta, arrivò la notizia della morte di De la Rey. Anche se non ci furono dubbi che la morte fosse stata accidentale, molti boeri credettero che De la Rey fosse stato deliberatamente assassinato. Il funerale si svolse a Pretoria dove parteciparono tutti gli uomini politici e successivamente fu trasferito e sepolto a Lichtenburg esattamente come il veggente Siener van Rensburg aveva predetto.
Durante l'orazione funebre, a Lichtenburg, il generale Beyers non incitò i compagni alla ribellione bensì si limitò a rendere omaggio al suo amico. Alcuni giorni dopo i funerali Beyers, De Wet e Kemp guidarono a Lichtenburg le proteste contro l'invasione dell'Africa del Sudovest e nel giro di breve tempo le proteste si estesero in tutto il Sudafrica. Il 19 ottobre 1914 guidata da generale Maritz iniziò la rivolta.